# Grand Prix Hassan II 2013
Il Grand Prix Hassan II 2013 è stato un torneo di tennis giocato sulla terra rossa. È stata la 29ª edizione del Grand Prix Hassan II, che fa parte della categoria ATP World Tour 250 series nell'ambito dell'ATP World Tour 2013. Si è giocato presso il Complexe Al Amal di Casablanca in Marocco, dal 7 al 14 aprile 2013.

## Partecipanti

### Teste di serie
| Nazionalità | Giocatore            | Ranking | Testa di serie* |
| ----------- | -------------------- | ------- | --------------- |
| Svizzera    | Stan Wawrinka        | 17      | 1               |
| Sudafrica   | Kevin Anderson       | 29      | 2               |
| Slovacchia  | Martin Kližan        | 32      | 3               |
| Francia     | Benoît Paire         | 33      | 4               |
| Austria     | Jürgen Melzer        | 37      | 5               |
| Spagna      | Daniel Gimeno Traver | 48      | 6               |
| Paesi Bassi | Robin Haase          | 52      | 7               |
| Slovenia    | Grega Žemlja         | 54      | 8               |

* Ranking del 1º aprile 2013.

### Altri partecipanti
I seguenti giocatori hanno ricevuto una wild-card per il tabellone principale:
- Younes Rachidi
- Stan Wawrinka
- Mehdi Ziadi

I seguenti giocatori sono entrati nel tabellone principale passando dalle qualificazioni:
- Pablo Carreño Busta
- Marc Gicquel
- Henri Laaksonen
- Filippo Volandri

## Campioni

### Singolare maschile
Tommy Robredo ha sconfitto in finale  Kevin Anderson per 7–6(6), 4-6, 6-3.
- È il primo successo dell'anno per Robredo, l'undicesimo in carriera.

### Doppio maschile
Julian Knowle /  Filip Polášek hanno sconfitto in finale  Dustin Brown /  Christopher Kas per 6-3, 6-2.